# Kantens
Kantens (en groningois : Kannes) est un village de la commune néerlandaise de Het Hogeland, situé dans la province de Groningue.

## Géographie
Le village est situé dans le nord de la commune, à 15 km de Groningue.

## Histoire
Le 1er janvier 1990, Kantens, alors commune indépendante, est rattachée à la commune de Hefshuizen qui prend le nom d'Eemsmond en 1992. Celle-ci est à son tour supprimée et fusionne le 1er janvier 2019 avec Bedum, De Marne et Winsum pour former la nouvelle commune de Het Hogeland.

## Démographie
Le 1er janvier 2019, le village comptait 625 habitants.